# Haplodrassus severus
Haplodrassus severus är en spindelart som först beskrevs av Carl Ludwig Koch 1839.  Haplodrassus severus ingår i släktet Haplodrassus och familjen plattbuksspindlar. Inga underarter finns listade i Catalogue of Life.